# Ringsted (plaats)
Ringsted is een stad in de Deense regio Seeland, gemeente Ringsted. De plaats telt 22.231 inwoners (2016).
Ringsted werd reeds in de Vikingtijd als gerechtsplaats gebruikt. Op het grote plein liggen nog platte dingstenen waar een volksvergadering recht kon spreken dat voor het hele Seeland gold. Er zijn munten gevonden die dateren van circa 1000 jaar na Christus. Tot het midden van veertiende eeuw werden ook de leden van het Deens Koningshuis in Ringsted begraven.
In 1441 werden aan Ringsted stadsrechten gegeven. Tot aan de achttiende eeuw had Ringsted het zwaar te verduren. Enkele branden en oorlogen met Zweden vernietigden een deel van de stad. Zweedse soldaten beroofden de stadsbibliotheek van een grote schat aan literatuur.
De groei van Ringsted begon pas met de Industrialisering. Ringsted lag logistiek gezien gunstig, met aansluitingen tussen Roskilde en Rødby alsook Kopenhagen en Korsør.

## Vervoer
- In 1856 werd Ringsted aangesloten op de spoorlijn Kopenhagen - Korsør en kreeg een eigen station. Van 1917 tot 1963 bestond de spoorlijn Køge - Ringsted. In 1924 werd de spoorlijn Ringsted - Rødby Færge geopend. Om de spoorlijn Kopenhagen - Korsør te ontlasten zijn er plannen voor een nieuwe verbinding tussen Kopenhagen en Ringsted via Køge.
- In 1993 werd de Vestmotorvejen (M20) van Køge naar Korsør voltooid als deel van de E20.
- Afstanden naar nabijgelegen steden: 60 kilometer naar Kopenhagen, 16 naar Sorø, 24 naar Næstved, 26 naar Køge, 32 naar Roskilde, 34 naar Holbæk en 45 kilometer naar Korsør.

## Partnersteden
| - Vammala (Finland) - Halden (Noorwegen) - Skövde (Zweden) | - Kutná Hora (Tsjechië) - Gyöngyös (Hongarije) - Ringsted, Iowa (Verenigde Staten) |

## Galerij

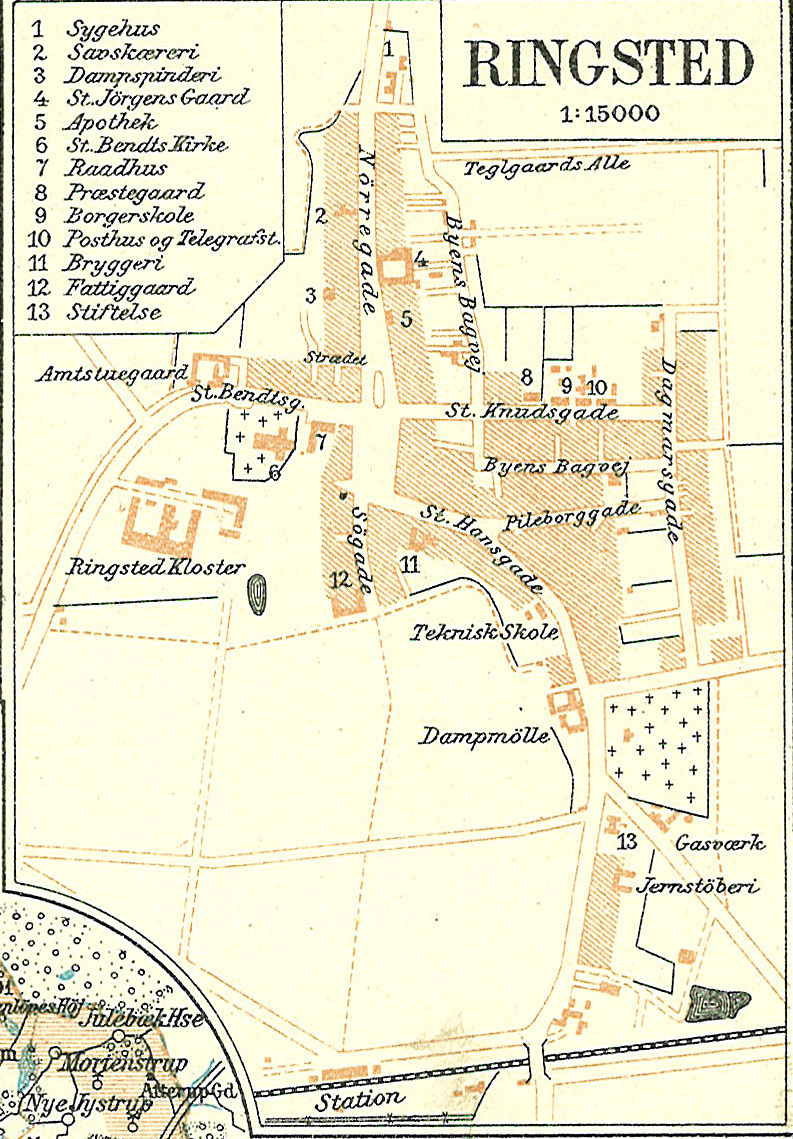
Ringsted ca. 1900
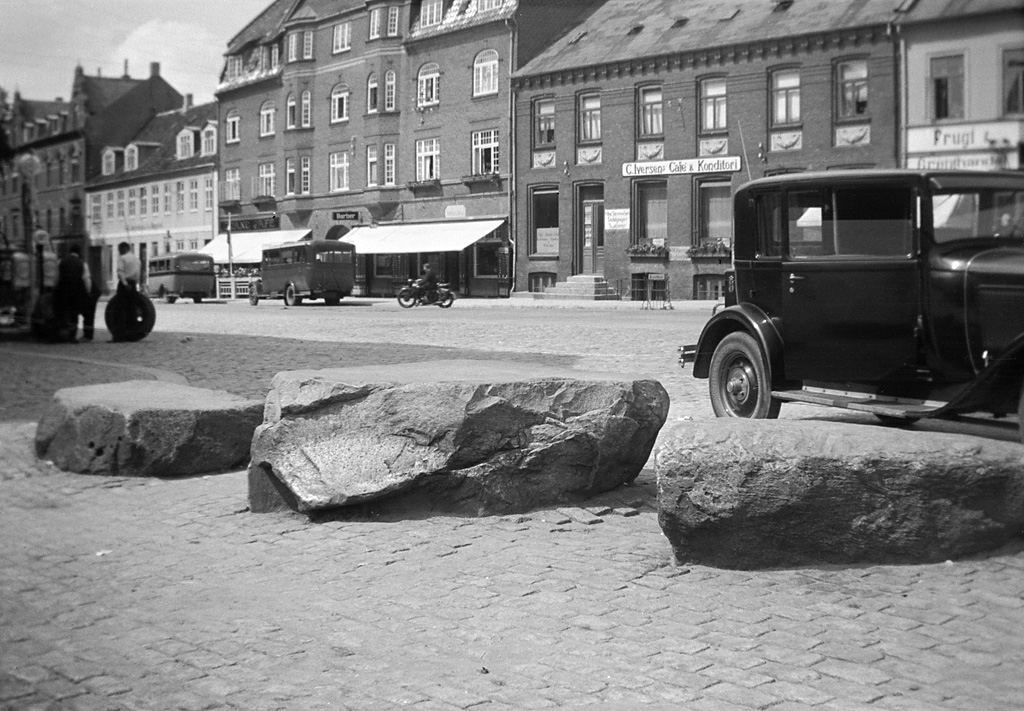
Dingstenen (1933)
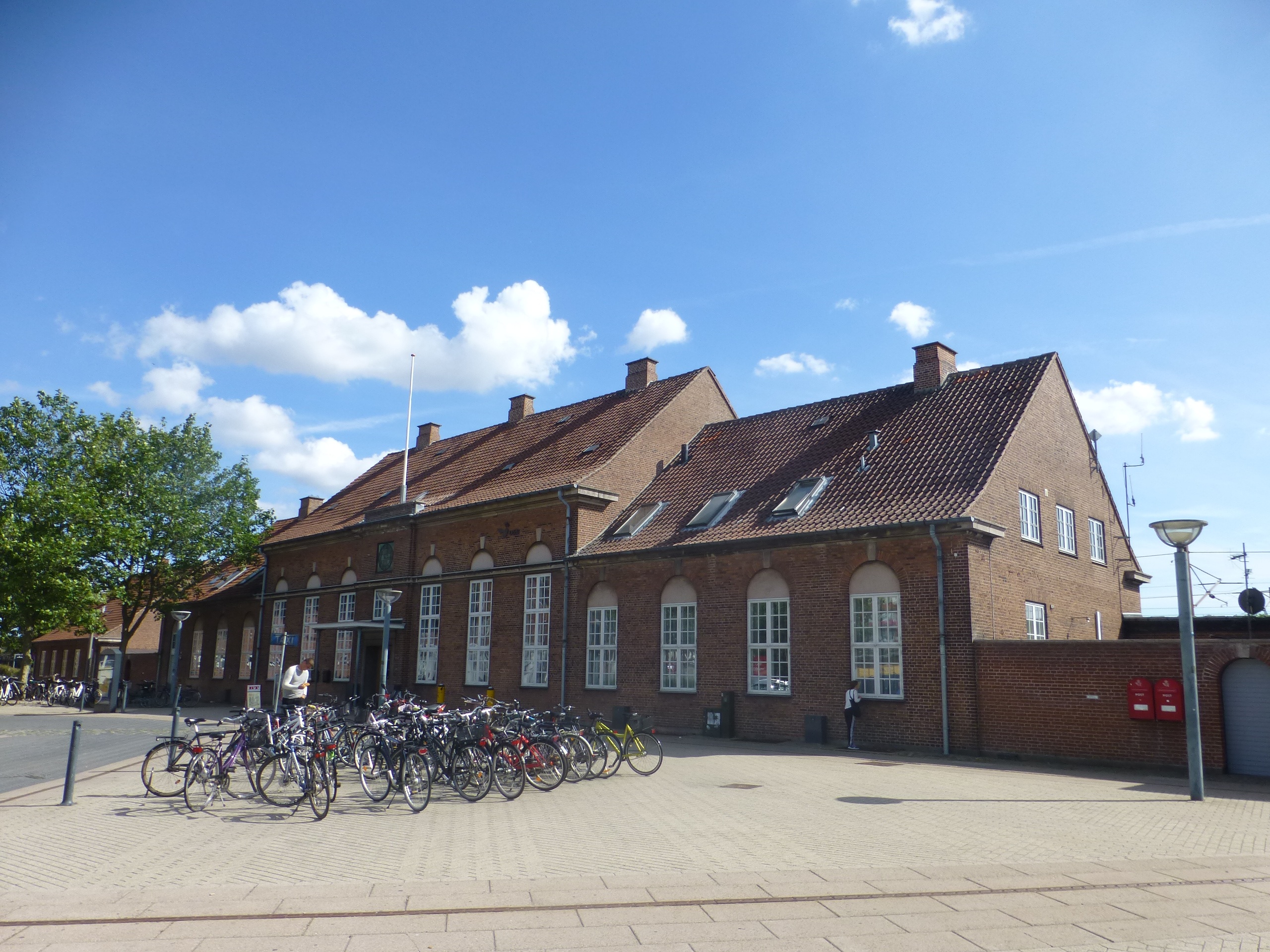
Station Ringsted (2015)
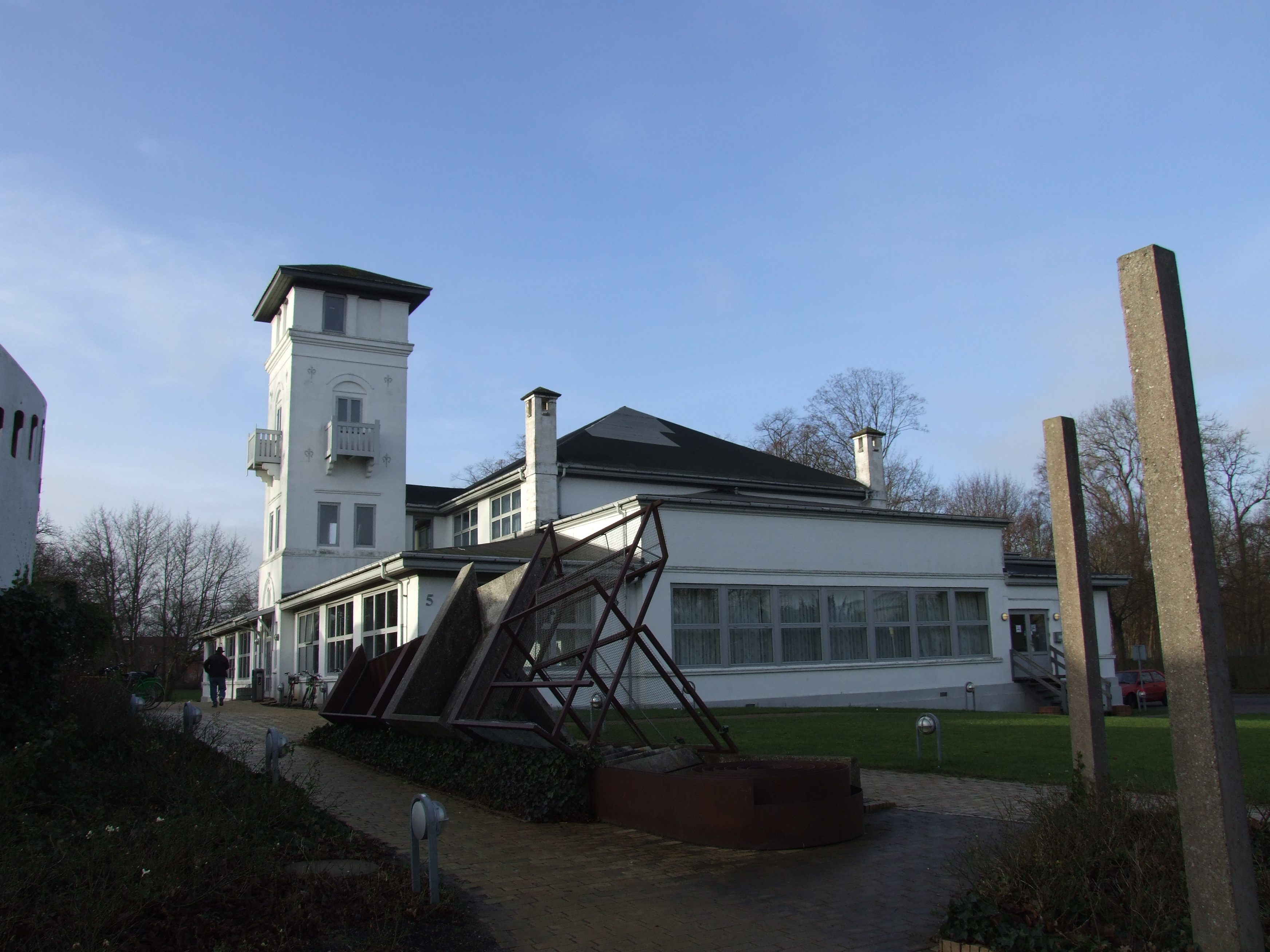
Park Pavilion (2012)